# Dolichopus facirecedens
Dolichopus facirecedens är en tvåvingeart som beskrevs av Harmston och Frank Hall Knowlton 1939. Dolichopus facirecedens ingår i släktet Dolichopus och familjen styltflugor.
Artens utbredningsområde är Iowa. Inga underarter finns listade i Catalogue of Life.